# Serra Llarga (Algerri)
|  | Aquest article tracta sobre la serra de la Noguera. Vegeu-ne altres significats a «Serra Llarga». |

La Serra Llarga és una serra situada als municipis d'Algerri i Castelló de Farfanya (Noguera), amb una elevació màxima de 439 metres.